# Johan Libéreau
Johan Libéreau (n. París, Isla de Francia, Francia, 27 de septiembre de 1984) es un actor francés de cine y televisión. 
Johan, logró reconocimiento y fama internacional en el año 2005 por su papel "Mickael", en el largometraje "Douches Froids" (Duchas Frías) del director Anthony Cordier.
Libéreau es ganador del premio "Mejor Actor Revelación 2005" por su interpretación en "Douches Froids" otorgado por L'Académie des Lumières, obtuvo el premio de Cinemas MK2 al "Mejor Actor" por su personaje Manu en "Les Témoins", fue nominado "Mejor Actor Revelación" para los Premios César en la edición 2008, también ha sido seleccionado en la "Semana de la Crítica" por su participación en "Belle épine", en el Festival de Cannes 2010.

## Biografía
Johan Libéreau, se crio en el distrito 20 de París. Es un modesto joven que por extrañas causas del destino fue a parar al cine. Calderero de profesión, posteriormente trabajará como aprendiz de repostería. Su rostro encantador y seductor esconde una adolescencia agitada y difícil. 
Es el año 2003, en un tren, cuando Johan, quien va de camino a casa de sus padres, encuentra a una joven llorando, él, se acerca a consolarla y después de unos minutos logró dibujar en el rostro de aquella joven una sonrisa. Un agente artístico, quién había visto aquella escena, se acercó a él y lo persuadió para que realizara una audición. Es a partir de este momento que las cosas para Johan cambiarían de forma drástica.
Durante ese año, y haciendo caso de aquel agente, incursiona en el mundo de la actuación, participando en papeles irrelevantes en las series televisivas "Julie Lescaut",  "Malone" y en la película "Tais-toi!". En el año 2004 participa nuevamente en televisión apareciendo en la serie "Madame le proviseur".
Es en el año 2005 que Johan, tras una audición, es seleccionado y protagonizará "Douches Froids" de Anthony Cordier, siendo este su primer protagónico en cine donde interpreta a un joven quien se cuestiona si la formación recibida durante su niñez es relevante al comienzo de su edad adulta, papel que lo hará acreedor al premio "Mejor Filme Debut" a través de la funadción "Diana et Lucien Barrière" y el premio al "Mejor Actor Revelación 2005", otorgado por "L’Académie des Lumières". Acto seguido dará vida a Georgi, personaje principal del cortometraje "Dans le Rang" del director Cyprien Vial en el año 2006. 
Tres meses más tarde, debido a la calidad interpretativa hecha en su largometraje debut, André Téchiné, le realiza una audición para el papel principal de su próxima película. Es de esta forma que Libéreau, en el año 2007, entra al elenco de "Les Témoins", filme en el que personificará a un homosexual que contrae SIDA en la época de los 80's, llevándose el premio "Mejor Actor" expedido por las salas de cine MK2 y la nominación a "Mejor Esperanza" en los Premios César 2008.
Posteriormente realizará "Un Coeur Simple", seguida por "Stella", también participará en "Je te Mangerais" y "Madame" en el mismo año.
Al año siguiente es tomado por Abel Ferry para protagonizar "Vertige". En 2010 Johan continuará vigente en cartelera participando en la comedia "Blind Test", del director George Buquet, retomará el proyecto "Belle épine" al lado de la nueva generación del cine francés Léa Sevdoux y Anaïs Demoustier, rodaje en el que interpreta a un joven del circuito salvaje de Rungis. También actúa en el programa piloto de la serie televisiva "Blast" del director Jean-Philippe Grédigui y en el largometraje "La Brindille".
En el año 2011, Johan continúa trabajando en cine, interpretando a Nino Bramsi en la película "J'aime regarder les filles" de Frédéric Louf, en "L'enfant d'en haut" de Ursula Meier y en el cortometraje de Sarah Marx Fatum.

## Trayectoria

### Cine
- 2003: Tais-toi! de Francis Veber - Ladrón de Coches
- 2005: Douches froides de Anthony Crdier - Mickael
- 2006: Le Grand Meaulnes de Jean Daniel Verhaghe - Mouchebouef
- 2007: Les Témoins de André Téchiné - Manu
- 2008: Un Coeur Simple de Marion Laine - Víctor Joven
- 2008: Stella de Sylvie Verheyde - Loïc
- 2008: Je te mangerais de Sophie Laloy - Sami Decker
- 2009: Vertige de Abel Ferry - Loïc
- 2009: Q de Laurent Bouhnik - Manu
- 2009: Blind Test George Ruqet - Vinko
- 2010: L'étranger de Franck Llopis - William Romeo
- 2010: Belle Épine de Rebecca Zlotowski - Franck
- 2010: Voie rapide de Christophe Sahr - Alex
- 2010: La Brindille de Emmanuelle Millet - Thomas
- 2011: J'aime regarder les filles de Frédéric Louf - Nino Bramsi
- 2012: Voie rapide de Christophe Sahr - Alex
- 2012: Furax de Nathan George - Vinc : El Artista
- 2013: 11.6 de Philippe Godeau - Viktor
- 2013: Grand Central de Rebecca Zlotowski
- 2013 : Une braise sur la neige de Boris Baum - Bach
- 2014 : Super Z de Julien de Volte et Arnaud Tabarly - Gertre

### Cortometrajes
- 2006: Dans le rang de Cyprien Vial - Georgi.
- 2006: Le plongeon de Philippe Deschamps - Papel Secundario.
- 2007: Jérôme de Philippe Deschamps - Jérôme.
- 2007: New Love de Laurence Cauriat - Papel Secundario. Inglés.
- 2008: Madame de Cyprien Vial - Pierre.
- 2009: Le Chemin de Croix Cyril Legann - Vincent.
- 2009: Loin de nous la sagesse de Eva Poiriet - Cédric.
- 2009: Au fond de l'eau de Tigrane Avédikian - Vincent.
- 2011: L'enfant d'en haut de Ursula Meier - Papel Secundario.
- 2011: Fatum de Sarah Marx - Julien.
- 2011: Le Marin masqué de Sophie Letourneur - le Marin masqué
- 2011: Vincent et Rebecca de Céline Savoldelli - Vincent
- 2011: Ernest 45 de Céline Savoldelli - Un SDF
- 2012: Souvenir de Hichem Benderradji - Aurélien

### Televisión
- 2003: Julie Lescaut de Luc Goldenberg - Asaltante, en el episodio "Sans Pardon" (Sin Perdón).
- 2003: Malone de Franck Appréderis - Ladrón de Scooter, en el episodio "Ascenseur pour Deux" (Ascensor para Dos).
- 2004: Madame le proviseur de Philippe Bérenger - Estudiante Leguay.
- 2010: Blast piloto de una serie de Jean-Philippe Grédigui - Alex.
- 2012: Engrenages Temporada 4 - Rodi Ozbek
- 2014 : Ceux de 14 de Olivier Schatzky

## Premios y nominaciones
- 2005: Seleccionado a "La Quinzaine des Réalisateurs" (La Quincena de Realizadores), Festival de Cannes por "Douches Froids" (Duchas Frías) de Anthony Cordier.
- 2005: Premio "Meilleur Premier Film" (Mejor Filme Debut) otorgado por la fundación "Diana et Lucien Barrière" por "Douches Froids" (Duchas Frías) de Anthony Cordier.
- 2005: Premio al "Meilleur Espoir Masculin" (Mejor Actor Revelación) otorgado por "L’Académie des Lumières" por "Douches Froids" (Duchas Frías) de Anthony Cordier.
- 2006: Premio SACD al "Meilleur Court-métrage" (Mejor Cortometraje) en el Festival de Cannes 2006 por "Dans le rang" de Cyprien Vial.
- 2008: Nominación en la categoría "Meilleur Espoir" (Mejor Actor Revelación) en los Premios César por "Les Témoins" de André Téchiné.
- 2008: Premio al "Meilleur Acteur" (Mejor Actor) otorgado por los cinemas MK2 por su personaje "Manu" en "Les Témoins", de André Téchiné.
- 2008: Premio al "Meilleur Jeune Espoir Masculin" (Mejor Actor Joven Promesa), por el jurado del Festival "Jean Carmet" por "Dans le rang" de Cyprien Vial.
- 2010: Seleccionado a "La Seamaine de la Critique" (Semana de la Crítica) en el Festival de Cannes 2010 por "Belle épine" de Rebecca Zlotowski.
- 2011: Premio a "Prix du Public d'Interprétation Masculine et Féminine dans un Second Rôle" (Interpretación Masculina en Papel Secundario) por el público del Festival "Jean Carmet" por "La Brindille".